# Средњи пут
Средњи пут или средишњи пут (пали: majjhimāpaṭipadā мађхима-патипада, санскрит: madhyamāpratipad мадхјама-пратипад) је будистичко учење о избегавању крајности, како хедонизма тако и крајњег аскетизма. 
Буда је своје проповедање започео идејом да постоји „средњи пут”, који избегава оба екстрема, хедонизам и самомучење, али исто тако и екстреме различитих, чврсто укорењених гледишта.
Средњи пут је један од назива које је Буда дао племенитом осмоструком путу. Ово наглашава баланс и умереност.

## Будино учење

### Аскеза као средњи пут
Онај који се определио за живот духа, треба да се клони две крајности. Једна је живот посвећен задовољствима и уживањима, што је ниско, неплеменито и некорисно. Друга је живот изложен мучењима, што је ружно, недостојно и некорисно. Ослобођени се удаљио од обе крајности зато што је открио прави пут који води сазнању, великој мудрости, узвишености, унутрашњој светлости и нирвани.— Сидарта Гаутама
Буда је тврдио да је избегавајући две крајности стекао спознају „о тој средњој стази која пружа визију, која пружа сазнање и води до спокојног, нарочитог знања, пробуђења, нибане" (Dhama-Cakapavatana suta).
Кад су струне на вини превише затегнуте, вина није наштимована ни погодна за свирање. Кад су струне на вини превише лабаве, вина није наштимована ни погодна за свирање. Али кад струне на вини нису превише затегнуте, ни превише лабаве, већ наштимоване по мери, вина је тада погодна за свирање. Исто тако, Сона, превелик напор рађа немир, преслаб напор рађа лењост. Зато би требало да одредиш праву меру свог напора, да наштимаш своје способности у складу са тим и онда засвираш своју мелодију.— Сидарта Гаутама

### Учење као средњи пут
‘Све постоји’, то је једна крајност. ‘Све не постоји’, то је друга крајност. Не приклањајући се ниједном од та два екстрема, Татагата подучава дарму следећи средњи пут: С незнањем као условом настају обрасци. С обрасцима као условом настаје свест... Тако настаје читав овај океан патње. Али с потпуним ишчезавањем и нестанком управо тог незнања нестају и обрасци. Нестанком образаца долази нестанак свести... Тако нестаје читав овај океан патње.— Буда
Буда је своје учење такође описао као „средњи пут” између нихилизма (ucchedavāda), учења да ничег нема, и етернализма (sassatavada), учења о трајном сопству. Он као пример нихилизма наводи речи Ађите Кесакамбалија:
Између ових крајности, Буда је учио да не постоји ниједан део нас који остаје исти, али да ипак нисмо ни потпуно другачији. Увидео је да напредујемо као стално промењив ток физичких и менталних стања, но да су та стања ипак међусобно повезана, јер припадају истом низу. Ово је у вези с Будиним учењем о условљеном настанку.